# Montatheris
Montatheris é um género monotípico criado para a espécie de víbora venenosa, M. hindii. Trata-se de uma pequena espécie terrestre endémica do Quénia. Não se reconhecem actualmente quaisquer subespécies.

## Etimologia
O epíteto específico, hindii, é uma homenagem a Sidney Langford Hinde, um oficial médico militar e naturalista britânico.

## Descrição
É uma pequena espécie que atinge um comprimento total (corpo + cauda) de 20 a 30 cm e um comprimento total máximo de 35 cm. A cabeça é alongada e não muito distinta do pescoço, enquanto que os  olhos são pequenos e colocados numa posição relativamente adiantada. As escamas dorsais são fortemente enquilhadas.

## Distribuição geográfica
É conhecida únicamente a partir de populações isoladas a grande altitude no Monte Quénia e nas charnecas do planalto de Kinganop, nos Montes Aberdare.
A localidade-tipo indicada é  "Fort Hall, Kenya District, 4000 ft.". Uma vez que Fort Hall está a uma altitude de apenas  1219 m, Loveridge (1957) questionou a exactidão desta localidade.

## Habitat
Ocorre em altitudes elevadas entre os 2700 e os 3800 metros em charnecas sem árvores. Prefere moitas de capim tussok para abrigar-se.

## Comportamento
É uma espécie terrestre. Devido às baixas temperaturas nocturnas no seu habitat nativo, encontra-se activa apenas durante o dia e apenas quando há suficiente luz solar para aquecer o seu ambiente.

## Alimentação
Alimenta-se de camaleões, lagartos escíncidos e pequenos sapos. Pode também ingerir pequenos roedores.

## Reprodução
Trata-se de uma espécie aparentemente ovovivípara. Uma fêmea capturada em estado selvagem deu à luz duas crias em finais de janeiro, enquanto outra deu à luz três em maio. O comprimento total de cada cria era 10 a 13 cm.